# Sulz LU
| LU ist das Kürzel für den Kanton Luzern in der Schweiz. Es wird verwendet, um Verwechslungen mit anderen Einträgen des Namens Sulz zu vermeiden. |

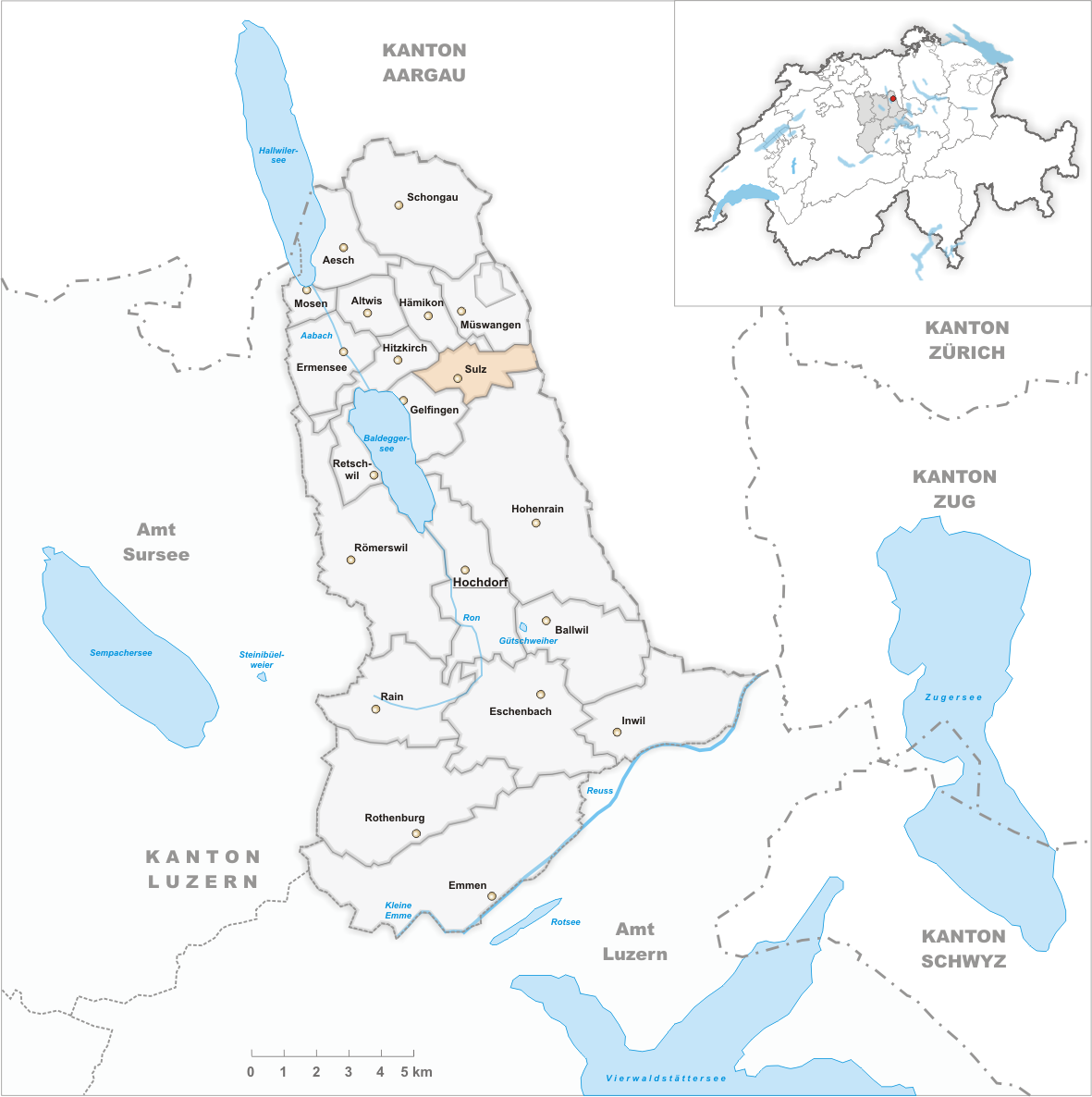
Gemeindestand vor der Fusion am 1. Januar 2009

Sulz ist ein Dorf im Amt Hochdorf des Kantons Luzern in der Schweiz. Bis zum 31. Dezember 2008 war Sulz eine politische Gemeinde. Am 1. Januar 2009 haben die Gemeinden Hitzkirch, Gelfingen, Hämikon, Mosen, Müswangen, Retschwil und Sulz zur neuen Gemeinde Hitzkirch fusioniert.

## Geographie
Das Dorf liegt am Westhang des Lindenbergs über dem Baldeggersee. Die Gemeindegrenze folgt dem Schliessbach bis zu dessen Ursprung beim Gehöft Grossfeld. Von dort geht sie in östliche Richtungen verlaufend bis zum Sulzerwald, dessen Ostgrenze gleichzeitig Gemeinde- und Kantonsgrenze ist. Im Sulzerwald liegt mit 862 m ü. M.auch der höchste Punkt der Gemeinde. Die dort südwärts laufende Kantonsgrenze bildet die Ostgrenze des Orts. Bei der Quelle des Dünkelbachs dreht diese nach Westen ab und folgt dem Bachlauf bis Chapf. Von diesem Punkt an geht die Gemeindegrenze Richtung Nordwesten zurück zum Schliessbach.
Der Ort besteht aus dem Dorf Sulz, Sulzmatt (618 m ü. M., westlich des Dorfs), dem Sulzerberg (812 m ü. M.) genannten Gebiet und Einzelgehöften.
Abgesehen vom grossen Sulzerwald sind nur noch kleine Gebiete entlang der Bachläufe bewaldet: 29,5 % des Gemeindeareals. Der Grossteil der Fläche  – nämlich 64,9 % – wird landwirtschaftlich genutzt. Bloss 5,7 % sind Siedlungsfläche.

## Nachbargemeinden
Angrenzende Gemeinden waren Gelfingen, Hämikon, Hitzkirch, Hohenrain und Müswangen im Kanton Luzern sowie Beinwil (Freiamt) im Kanton Aargau.

## Bevölkerung

### Bevölkerungsentwicklung
| Bevölkerungsentwicklung | Bevölkerungsentwicklung |
| Jahr                    | Einwohner               |
| ----------------------- | ----------------------- |
| 1850                    | 215                     |
| 1860                    | 214                     |
| 1880                    | 138                     |
| 1888                    | 135                     |
| 1920                    | 195                     |
| 1930                    | 164                     |
| 1960                    | 183                     |
| 1970                    | 149                     |
| 2000                    | 157                     |
| 2004                    | 184                     |

Das Dorf verlor zwischen 1860 und 1880 durch Abwanderung zahlreiche Einwohner (1860–1880: −35,5 %). Die Talsohle erreichte die Einwohnerzahl 1888 mit nur noch 135 Bewohnern. Danach stieg die Bevölkerung – mit starken Schwankungen dazwischen – bis 1920 wieder erheblich an (1888–1920: +44,5 %). In den 1920er-Jahren folgte ein erneuter Bevölkerungsrückgang – und anschliessend ein mehrere Jahrzehnte umfassende leichtes Wachstum. in den 1960er-Jahren kam es nochmals zu einer Abwanderungsbewegung (1960–1970: −18,6 %). Von 1970 bis 2000 stagnierte die Zahl der Einwohner auf tiefem Niveau. Seit wenigen Jahren ist wieder ein Wachstum festzustellen (2000–2004: +17,2 %).

### Sprachen
Die Bevölkerung benutzt als Umgangssprache eine hochalemannische Mundart. Bei der letzten Volkszählung im Jahr 2000 gaben 99,36 % Deutsch und 0,64 % Französisch als Hauptsprache an.

### Religionen – Konfessionen
Früher waren alle Bewohner Mitglied der römisch-katholischen Kirche. Durch Kirchenaustritte und Zuwanderung aus anderen Regionen der Schweiz und dem Ausland hat sich dies geändert. Heute (Stand 2000) sieht die religiöse Zusammensetzung der Bevölkerung wie folgt aus: Es gibt 84,08 % römisch-katholische und 11,46 % evangelisch-reformierte Christen. Ausserdem 1,91 % Konfessionslose.

### Herkunft – Nationalität
Von den 179 Einwohnern Ende 2006 waren 174 Schweizer und 5 (=2,8 %) Ausländer. Anlässlich der letzten Volkszählung waren 98,09 % (einschliesslich Doppelbürger 99,36 %) Schweizer Staatsangehörige. Die zwei Doppelbürger stammen aus Italien und Grossbritannien. Der einzige(!) (Nur-)Ausländer aus Deutschland.

## Verkehr
Sulz war bis Ende 2011 durch die Buslinie Hitzkirch–Gelfingen–Kleinwangen ins Netz des öffentlichen Verkehrs eingebunden. Sowohl Hitzkirch wie Gelfingen haben Haltestellen der Bahnlinie Luzern–Lenzburg (Seetalbahn).
Der Ort liegt an einer Strasse entlang des Westhangs des Lindenbergs. Diese zweigt in Ballwil von der Hauptstrasse Luzern – Lenzburg ab und mündet in Hitzkirch wieder in ebendiese ein. Die nächstgelegenen Autobahnanschlüsse sind Sempach an der A2 in 19 km und Gisikon an der A14 in 20 km Entfernung.

## Geschichte
Erstmals erwähnt wird Sulz im Jahr 1266, als Ritter Konrad von Heidegg dem Schwesternkonvent Oetenbach in Zürich Güter in Sulz schenkt. Die Gemeinde unterstand bis 1415 der Herrschaft der Habsburger. In jenem Jahr eroberte die Stadt Luzern die Gegend. Sie gehörte bis 1803 zu den Freien Ämtern als Teil der Herrschaft Heidegg. Seit damals gehört sie zum Amt Hochdorf.

## Kultur, Sport, Freizeit
- Bibliothek und Ludothek in Hochdorf
- Gemeindesaal, Allwettersportplatz
- Sportangebote in Hitzkirch
- Seebäder in Gelfingen und Baldegg
- Wanderwege

## Persönlichkeiten
- Hans Christen (1929–1994), Plastiker, Maler und Zeichner